# Кеппель, Джордж, 6-й граф Албемарл
Генерал Джордж Томас Кеппель, 6-й граф Албемарл (англ. George Thomas Keppel, 6th Earl of Albemarle; 13 июня 1799 — 21 февраля 1891) — британский военный, либеральный политик и писатель. Он был известен как Достопочтенный Джордж Кеппель с 1799 по 1851 год.

## Происхождение и образование
Родился 13 июня 1799 года в Марилебоне (Лондон, Англия). Третий сын Уильяма Кеппеля, 4-го графа Албемарла (1772—1849), и его первой жены Элизабет Саутвелл (1776—1817), четвертой дочери Эдварда Саутвелла, 20-го барона де Клиффорда. Его другом на всю жизнь был сэр Роберт Адэр. Кеппель провел свое детство в резиденции своего отца Элден-Холле и получил образование в Вестминстерской школе. В 1815 году он вступил в британскую армию в качестве прапорщика.
15 марта 1851 года после смерти своего старшего брата, Огастеса Кеппеля, 5-го графа Албемарла (1794—1851), Джордж Кеппель унаследовал титулы 6-го графа Албемарла (Пэрство Англии), 6-го виконта Бери в графстве Ланкашир (Пэрство Англии) и 6-го барона Ашфорда из Ашфорда в графстве Кент (Пэрство Англии).
Он владел 9800 акрами в Норфолке и Литриме.

## Военная карьера
Джордж Кеппель сражался в составе 14-го пехотного полка в битве при Ватерлоо. Он поступил во второй батальон на Корфу и был переведен в 22-й пехотный полк, с которым служил на Маврикии и на мысе Доброй Надежды, вернувшись домой в 1819 году. Кеппель был переведен лейтенантом в 20-й пехотный полк в 1820 году и отправился в Индию, где он был адъютантом генерал-губернатора маркиза Гастингса до своей отставки в 1823 году, когда Джордж Кеппель вернулся в Англию, путешествуя по суше через Персию, Москву и Санкт-Петербург.
Джордж Кеппель был адъютантом маркиза Уэлсли, лорда-лейтенанта Ирландии, в течение двух лет и был произведен в капитаны 62-го пехотного полка в 1825 году. Затем он учился в старшем отделении Королевского военного колледжа в Сандхерсте. В 1829 году он посетил театр русско-турецкой войны и был с британским флотом в турецких водах. Он больше не служил на полном жалованье, но продолжал расти в звании. К 1841 году он стал майором и подполковником, и был произведен в полковники в 1854 году и в генерал-майоры в 1858 году. Он был произведен в генерал-лейтенанты в 1866 году и, в генералы в 1874 году.

## Политическая карьера
Джордж Кеппель заседал в Палате общин Великобритании от Ист-Норфолка (1832—1835) и Лимингтона (1847—1850).
В 1820 году он был назначен конюшим принца Августа Фредерика, герцога Сассекского. В 1838 году он был назначен главным шерифом графства Литрим. Он служил конюхом в ожидании в 1838—1841 годах и был личным секретарем премьер-министра лорда Джона Рассела в 1846—1847 годах. Он был заместителем лейтенанта Норфолка с 1859 года и был членом Геологического общества, а также Общества антиквариев Лондона.

## Семья и смерть
4 августа 1831 года Джордж Кеппель женился на Сьюзан Троттер (ок. 1806 — 3 августа 1885), дочери сэра Куттса Троттера, 1-го баронета в Уиллесдене, и Маргарет Гордон. У супругов было четыре дочери и один сын.
- Уильям Куттс Кеппель, 7-й граф Албемарл (15 апреля 1832 — 28 августа 1894), единственный сын и преемник отца.
- Маргарет Энн Кеппель (ок. 1833 — 19 декабря 1833)
- Энн Кеппель (28 октября 1833 — 18 июня 1846)
- Леди Луиза Кеппель (май 1836 — 12 марта 1930)
- Леди Огаста Кеппель (26 апреля 1838 — 31 января 1902).

Лорд Албемарл скончался в возрасте 91 года на Портман-сквер в Лондоне и был похоронен в Куиденеме. Его титул унаследовал его единственный сын Уильям, прапрадед королевы Камиллы.

## Работы
- Personal Narrative of a Journey from India to England (1827)
- Personal Narrative of Travels in Babylonia, Assyria, Media and Scythia (1827)
- Narrative of a Journey across the Balcan (1831)
- Memoirs of the Marquess of Rockingham and his Contemporaries (1852)
- Fifty Years of My Life (1876).